# Klagstorps landsfiskalsdistrikt
Klagstorps landsfiskalsdistrikt var 1918-1951 ett landsfiskalsdistrikt i Malmöhus län, bildat när Sveriges indelning i landsfiskalsdistrikt trädde i kraft den 1 januari 1918, enligt beslut den 7 september 1917. När Sveriges nya indelning i landsfiskalsdistrikt trädde i kraft den 1 januari 1952 (enligt kungörelsen 1 juni 1951) upplöstes distriktet och dess område delades mellan landsfiskalsdistrikten Herrestad och Skurups landsfiskalsdistrikt.
Landsfiskalsdistriktet låg under länsstyrelsen i Malmöhus län.

## Ingående områden
När Sveriges nya indelning i landsfiskalsdistrikt trädde i kraft den 1 oktober 1941 (enligt kungörelsen den 28 juni 1941) tillfördes kommunerna Västra Nöbbelöv och Skivarp från det upplösta Rydsgårds landsfiskalsdistrikt.

### Från 1918
Vemmenhögs härad:
- Grönby landskommun
- Hemmesdynge landskommun
- Källstorps landskommun
- Lilla Beddinge landskommun
- Lilla Isie landskommun
- Simlinge landskommun
- Södra Åby landskommun
- Tullstorps landskommun
- Västra Vemmenhögs landskommun
- Äspö landskommun
- Östra Klagstorps landskommun
- Östra Torps landskommun
- Östra Vemmenhögs landskommun

### Från 1 oktober 1941
Ljunits härad:
- Västra Nöbbelövs landskommun

Vemmenhögs härad:
- Grönby landskommun
- Hemmesdynge landskommun
- Källstorps landskommun
- Lilla Beddinge landskommun
- Lilla Isie landskommun
- Simlinge landskommun
- Skivarps landskommun
- Södra Åby landskommun
- Tullstorps landskommun
- Västra Vemmenhögs landskommun
- Äspö landskommun
- Östra Klagstorps landskommun
- Östra Torps landskommun
- Östra Vemmenhögs landskommun